# Claude Basire

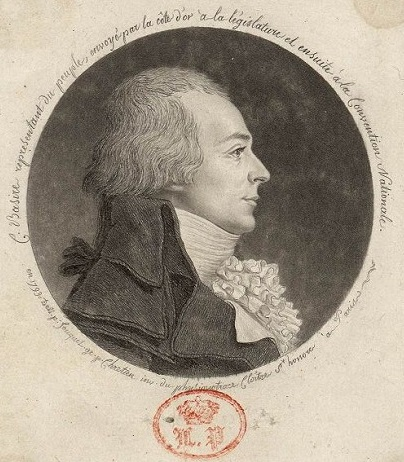
Claude Basire

Claude Basire, född 1764 och död 5 april 1794, var en fransk politiker och arkivtjänsteman.
Basire invaldes 1791 i lagstiftande församlingen och 1792 i nationalkonventet. Han tillhörde det jakobinska partiets mer moderata element och spelade vid flera tillfällen en betydande politisk roll. Bland annat stod han François Chabot nära. Till följd av sin förbindelse med denne invecklades Basire i det indiska kompaniets affärer, anklagades för delaktighet i de bedrägliga manipulationer, som gjort för att dölja bolagets finanser och avrättades, trots sin oskuld.